# Танам
Тана́м (Джером) — невеликий піщаний острів в Червоному морі в архіпелазі Дахлак, належить Еритреї, адміністративно відноситься до району Дахлак регіону Семіен-Кей-Бахрі.

## Географія
Розташований на південний захід від острова Вуста. Має компактну прямокутну форму. Довжина 1,8 км, ширина до 1,3 км. Зі сходу острів облямований кораловими рифами. Навколо острова присутні й інші дрібні та один значний за площею (700х930 м) острови, які не мають назв.